# نیکولا مانچینو
نیکولا مانچینو (ایتالیایی: Nicola Mancino؛ زادهٔ ۱۵ اکتبر ۱۹۳۱) یک سیاست‌مدار اهل ایتالیا است که از تاریخ  ۹ مه ۱۹۹۶ تا تاریخ  ۲۹ مه ۲۰۰۱ سمت ریاست سنای ایتالیا و از تاریخ ۱۵ تا ۱۸ مه ۱۹۹۹ ریاست جمهوری ایتالیا را برعهده داشت.